# Base Yelcho
La base Yelcho è una base di ricerca cilena in Antartide che si trova sulla riva della South Bay sull'isola Doumer.
Dopo l'ultima ristrutturazione è passata dall'essere una piccola "sottobase" di 50 m² ad avere una superficie totlale di 200 m², con laboratori propri e un aumento della capacità ricettiva, dai 7 posti letto originari ad un massimo di 28.

## Storia
La stazione è stata terminata il 18 febbraio 1962 dall'esercito cileno ed è stata ceduta all'Instituto Antártico Chileno (INACH) nel 1980. È stata abbandonata tra il 1998 e il 2014 ed è stata riaperta nel 2015.
La base prende il nome dalla nave militare Yelcho comandata da Luis Pardo che salvò i membri della Spedizione Endurance di Ernest Shackleton nel 1916 nei presso dell'isola dell'Elefante.